# BVE Trainsim
BVE Trainsim (antiguamente BVE, abreviatura de Boso View Express) es un simulador de trenes distribuido como freeware y creado por el japonés Mr. Mackoy. Se pueden obtener versiones para los sistemas operativos Windows 98, Windows Me, Windows 2000 y Windows XP; también puede utilizarse bajo emuladores como Virtual PC o WINE. La versión 2 de BVE requiere DirectX, mientras que la versión 4 (actualmente la más moderna disponible) necesita que la plataforma Microsoft .NET se encuentre instalada.
- Gracias a su carácter abierto, usuarios de todo el mundo han creado centenares de rutas, objetos, trenes y sonidos para el programa.

## Versiones
Actualmente se encuentran disponibles la versión "BVE 2" , lanzada en el año 2001, y la versión
"BVE 4" , lanzada el año 2005.

### BVE 4
Esta es la versión más actual de este juego, la misma incluye algunas característas innovadoras, dando la posibilidad al jugador de enfocar "hacia adentro y hacia afuera" de la cabina de conducción 3D. Otros detalles que se han incorporado a esta versión, y no menos significativos, son la mejor calidad de la visualización de los objetos, mejor señalización, capacidad de modificar los controles para requisitos particulares, movimientos y sonidos del tren realistas, poder accionar el limpiaparabrisas (en algunos trenes se puede regular la velocidad del mismo), encender y apagar el tren o subir y bajar los pantógrafos, encender las luces de cabecera. Cabe decir que estas últimas mejoras son producto de un plugin elaborado por aficionados ingleses al simulador.
BVE4 no ha sido diseñado para funcionar en Windows Vista al igual que BVE2. Pero aun así el simulador ferroviario OpenBVE, de similares características, funciona correctamente en Windows Vista.

## Descarga del programa
El programa se puede obtener de la página oficial de su creador, Mr. Mackoy, cuyo nombre real es Takashi Kojima.
En esta web se encuentran otras utilidades, como por ejemplo:
- Track Viewer - visualización de rutas en formato CSV y RW.
- Structure Viewer - visualización de objetos CSV y B3D y conversión a formato X.
- Motor Editor - editor de sonidos de trenes.
- Train Editor - creador de trenes (versión en inglés puede obtenerse en Trainsimcentral).

Hay otras utilidades, no disponibles en inglés:
- Gauge Editor - herramienta para modificar anchos en los paneles del tren.
- Mirror - rotación de objetos.
- Object Converter - conversión de objetos B3D en objetos CSV, y viceversa.
- CSV-X Converter - conversión de grupos de objetos CSV al nuevo formato X.

Nota: para conversión de grupos de objetos sin texturas es recomendable utilizar el "CSV-X converter". Si el objeto incluye texturas, es mejor utilizar "Structure Viewer". La razón es que el "CSV-X Converter" elimina las texturas, las cuales deben ser incluidas manualmente con posterioridad, con la inversión de tiempo necesaria para ello, mientras que el "Structure Viewer" sí las mantiene. Por el contrario, éste sólo puede realizar conversión de objetos uno a uno, en vez de varios a la vez.

## Creación de contenidos
La creación de rutas se puede realizar utilizando el formato CSV o el más antiguo formato RW. Para el diseño se necesita una serie de comandos especiales, similares a los comandos HTML. Una ruta bien construida debe incorporar los archivos de objetos apropiados, un tren por defecto, y quizás archivos de sonido adicionales para reproducir a lo largo de la ruta. Algunas rutas están en formato RW y sólo pueden ser reproducidos en BVE 2, aunque existe la posibilidad de convertirlos a un formato más moderno.
Los objetos de la ruta se pueden escribir en formato CSV o en el más antiguo formato B3D. Si utilizan imágenes bitmap en lugar de colores RGB, deben incluir los archivos con esas imágenes. BVE 4 puede soportar también archivos DirectX para los objetos.
En cuanto a los trenes, pueden diseñarse con vista de conductor o vista de pasajero. En cualquiera de los casos, utilizaremos archivos de texto con las características de los trenes, una serie de archivos de bitmap para los paneles así como una imagen del tren en sí, y los correspondientes archivos de sonido. Estos archivos son: apertura de puertas, cierre de puertas, autorización de salida, ruido de motores, uso de frenos, uso de frenos de emergencia, ruido de movimiento del tren, bocina breve, bocina marga y dispositivo de vigilancia de conductores. Todos los sonidos son archivos WAV. También es necesario crear un archivo de texto en formato DAT con las características físicas del tren(tiempo que lleva el periodo de frenado y aceleración), un programa que nos será útil es el "Train editor" y Otro archivo en formato CFG para configurar cada imagen bitmap y las animaciones.
Ya que no existe un editor específico de rutas, su creación ha sido realizada manualmente en un editor de texto (como vi, emacs o Bloc de Notas) o en alguna hoja de cálculo (como OpenOffice Calc o Microsoft Excel). Actualmente se pueden crear rutas con las aplicaciones Routebuilder(en inglés) y Constructor BVE (en español e inglés)..
BVE admite todo tipo de conducción de trenes (manual, automático, etc) pero no simula objetos en movimiento. Por ejemplo, en la vía contraria sólo podrán verse trenes estáticos. Tampoco soporta señalizaciones parpadeantes, aunque este aspecto ha sido bastante mejorado en la versión 4.
En el caso español, la versión 4 sólo funcionará correctamente cuando esté activada la configuración regional inglesa; en caso contrario, las rutas no serán correctamente reproducidas.

## Estructura de las rutas
El mundo 3D es construido usando diferentes tipos de objeto:
- Ground - diseño del terreno. Normalmente se utiliza césped, pero el programa admite objetos más grandes como colinas o grandes edificios.
- Rail - principalmente los raíles por los que circulará el tren.
- Signals - señalización en la ruta.
- Walls y Dikes - diferentes objetos del escenario, como muros, túneles, viaductos, árboles, etc.
- Free objects - objetos variados para completar el escenario.
- Backdrop image - completa el efecto 3D.

## Aplicaciones
En la web podrás encontrar diferentes programas que te ayudarán a crear y editar contenidos, por ejemplo:
- BVE Route Randomizer v10.1 Archivado el 25 de marzo de 2008 en Wayback Machine. - Aplicación útil para la modificación de rutas.
- Constructor BVE - Este programa nos permite crear y editar fácilmente rutas.
- Convob3d - Programa conversor de archivos en formato "VMRL1" a "B3D" permitiendo su compatibilidad para BVE.
- Route Datatabase Aplicación que nos permite agregar comentarios y organizar nuestras rutas.
- Visualizador de cabinas.
- Power Rail & Pit Generator Modificador de vías.